# Bernhard Clostermann

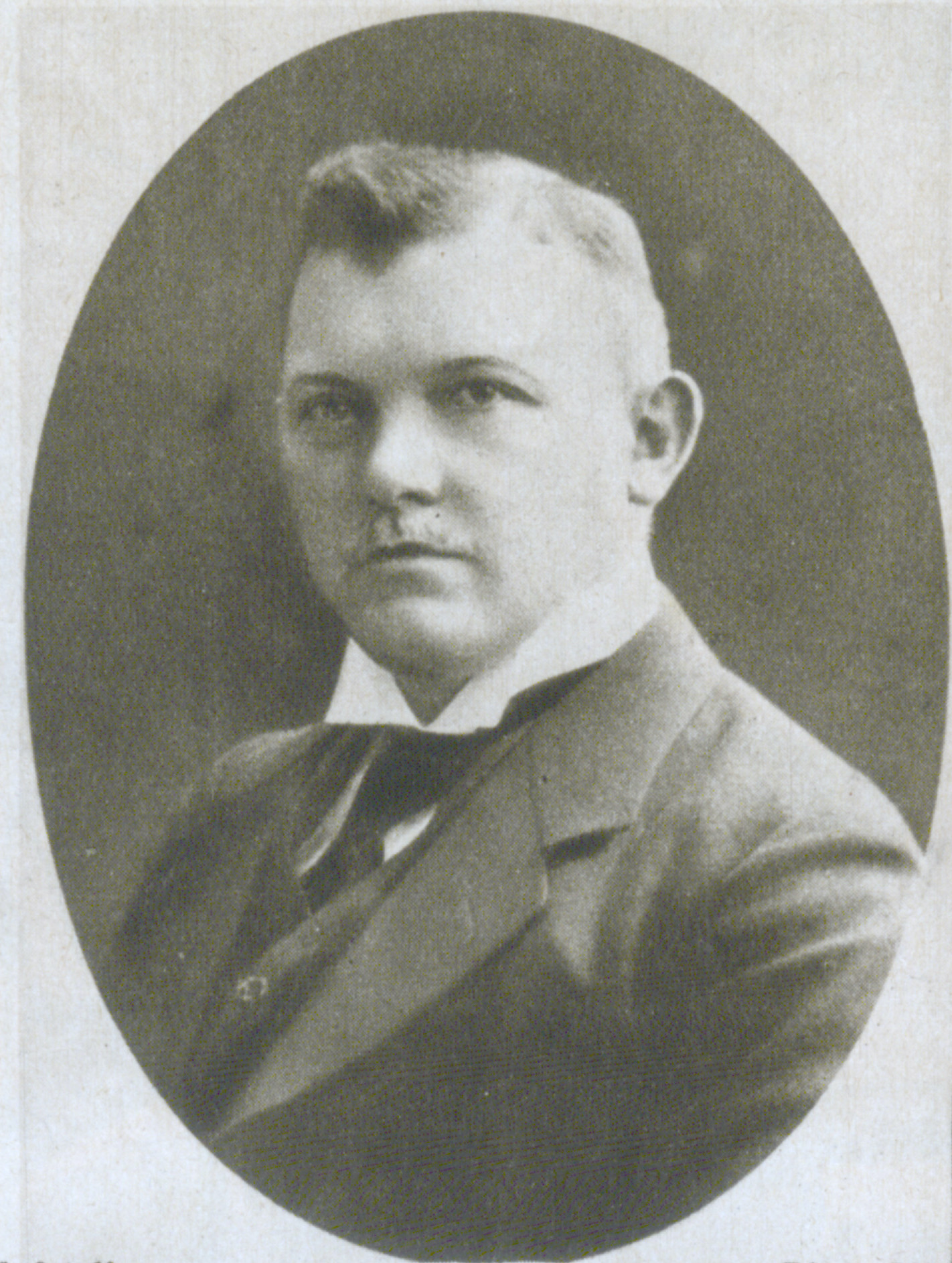
Bernhard Clostermann, um 1915

Anton Bernhard Clostermann (* 29. Juni 1874 in Bochum; † 11. Januar 1919 in Koblenz) war von 1909 bis 1914 bis zur Eingemeindung von Mülheim zur Stadt Köln letzter Bürgermeister von Mülheim und von 1915 bis zu seinem frühen Tod 1919 Oberbürgermeister von Koblenz. 

## Leben und Beruf

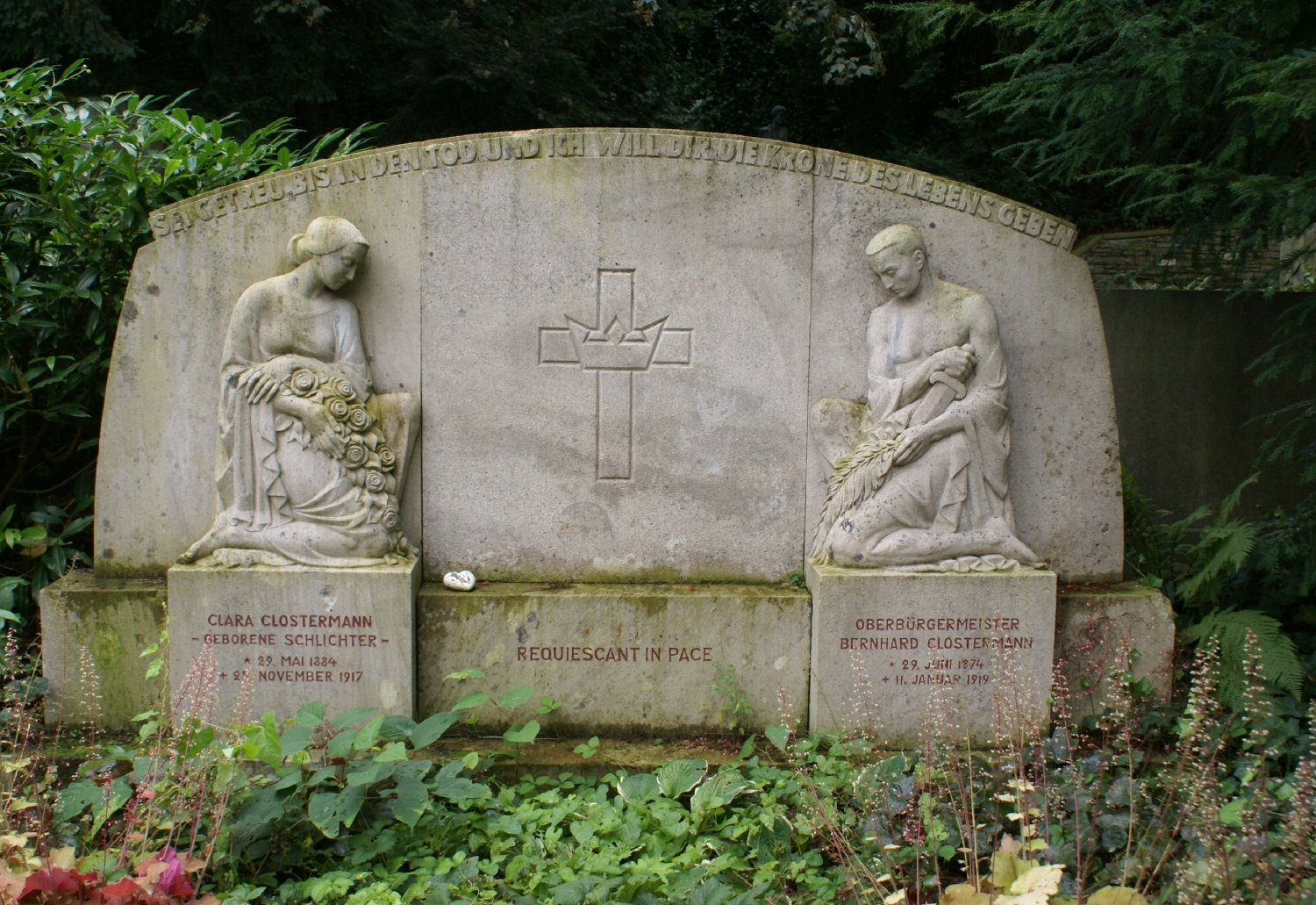
Ehrengrab Clostermanns und seiner Frau

Clostermann wurde als Sohn eines Mühlenbesitzer geboren. Er studierte Rechtswissenschaften in Marburg und Freiburg. Nach seiner Vorbereitung als Magistrats-Assessor 1904 war er ab 1906 Mitglied im Stadtrat von Bochum. 1909 wurde er letzter Bürgermeister von Mülheim bis zur Eingemeindung 1914 nach Köln. Danach war er Mitglied im Stadtrat von Köln und schließlich ab 1915 Oberbürgermeister von Koblenz.
Als Bürger- bzw. Oberbürgermeister war Clostermann 1912–1918 Abgeordneter des Rheinischen Provinziallandtages.
Clostermanns Frau verstarb 1917 nach der Geburt ihres dritten gemeinsamen Kindes. Nur 14 Monate später erlag Clostermann am 11. Januar 1919 im Alter von 45 Jahren einem Krebsleiden. Er wurde auf dem Hauptfriedhof Koblenz in einem Ehrengrab bestattet.

### Wirken als Koblenzer Oberbürgermeister

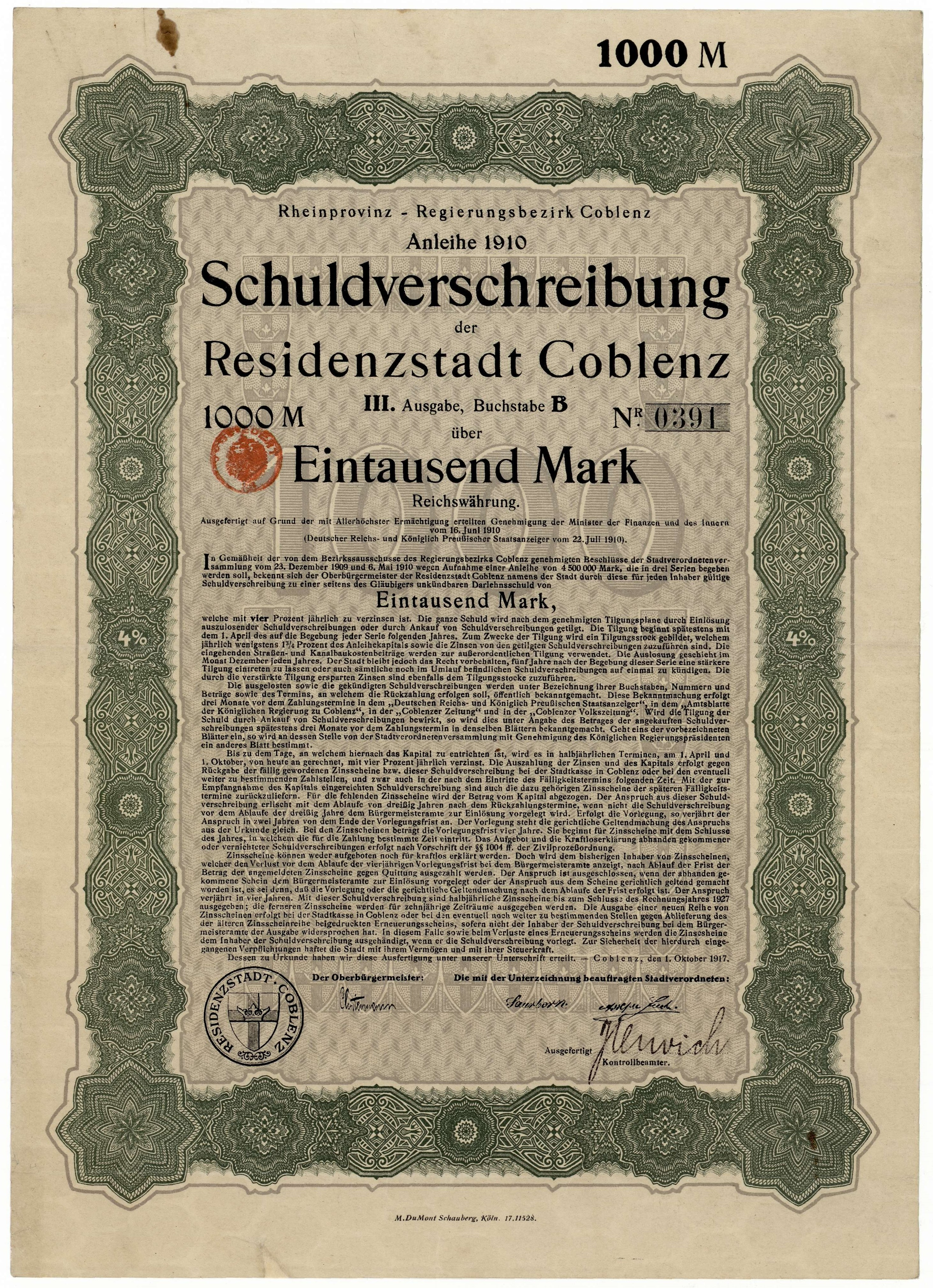
Schuldverschreibung der Residenzstadt Coblenz vom 1. Oktober 1917 mit Unterschrift von Oberbürgermeister Clostermann

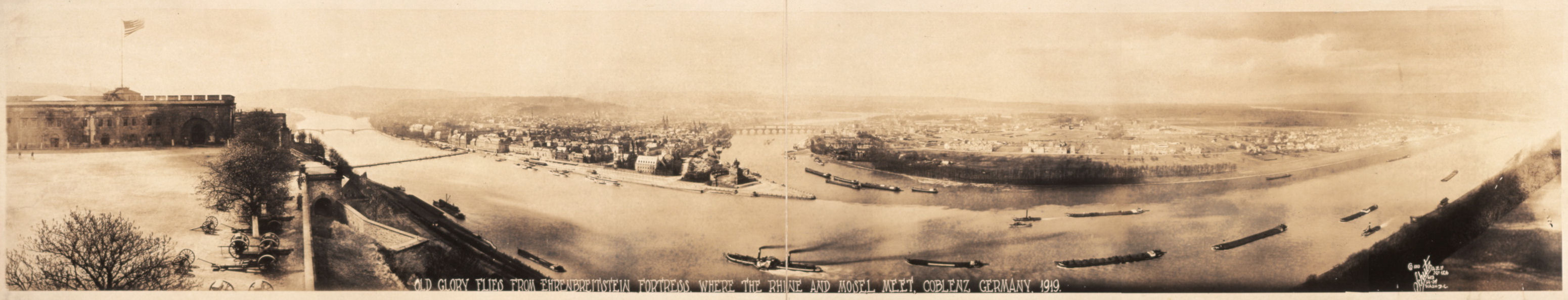
Blick vom Ehrenbreitstein auf den Rhein und die Moselmündung am Deutschen Eck (1919), über der Festung weht die Flagge der USA.

Am 1. Februar 1915 wählte ihn der Stadtrat von Koblenz zum Oberbürgermeister, Clostermann wurde am 3. März 1915 in das Amt eingeführt. Bis zu seinem frühen Tod 1919 führte er die Stadt durch die schwere Zeit des Ersten Weltkriegs. Verdienst bei den Koblenzern erwarb er sich in der Gestaltung der Kriegsbetriebe und in der Sicherung der Ernährung der Bevölkerung. Brennmaterial war sehr knapp geworden, der strenge Winter 1916/1917 blieb den Menschen als Steckrüben-Winter in schlimmer Erinnerung. Am Ende des Krieges kam es in vielen Städten zu Massenbewegungen. Clostermann gelang es in Koblenz, Ruhe und Ordnung aufrechtzuerhalten und mit dem Arbeiter- und Soldatenrat zusammenzuarbeiten. Am 12. Dezember 1918 besetzten amerikanische Truppen die Stadt.

### Ehrungen
Nach ihm ist die Clostermannstraße in Köln-Mülheim benannt.